# 可爱杜鹃
可爱杜鹃（学名：Rhododendron rex ssp. gratum）为杜鹃花科杜鹃花属下的一个亚种。

## 扩展阅读
- 維基物種上的相關：可爱杜鹃